# Ilum Escola de Ciência
A Ilum Escola de Ciência é uma instituição de ensino superior brasileira sem fins lucrativos financiada pelo Ministério da Educação
(MEC) que está localizada no bairro Fazenda Santa Cândida, no município de Campinas, no estado de São Paulo.

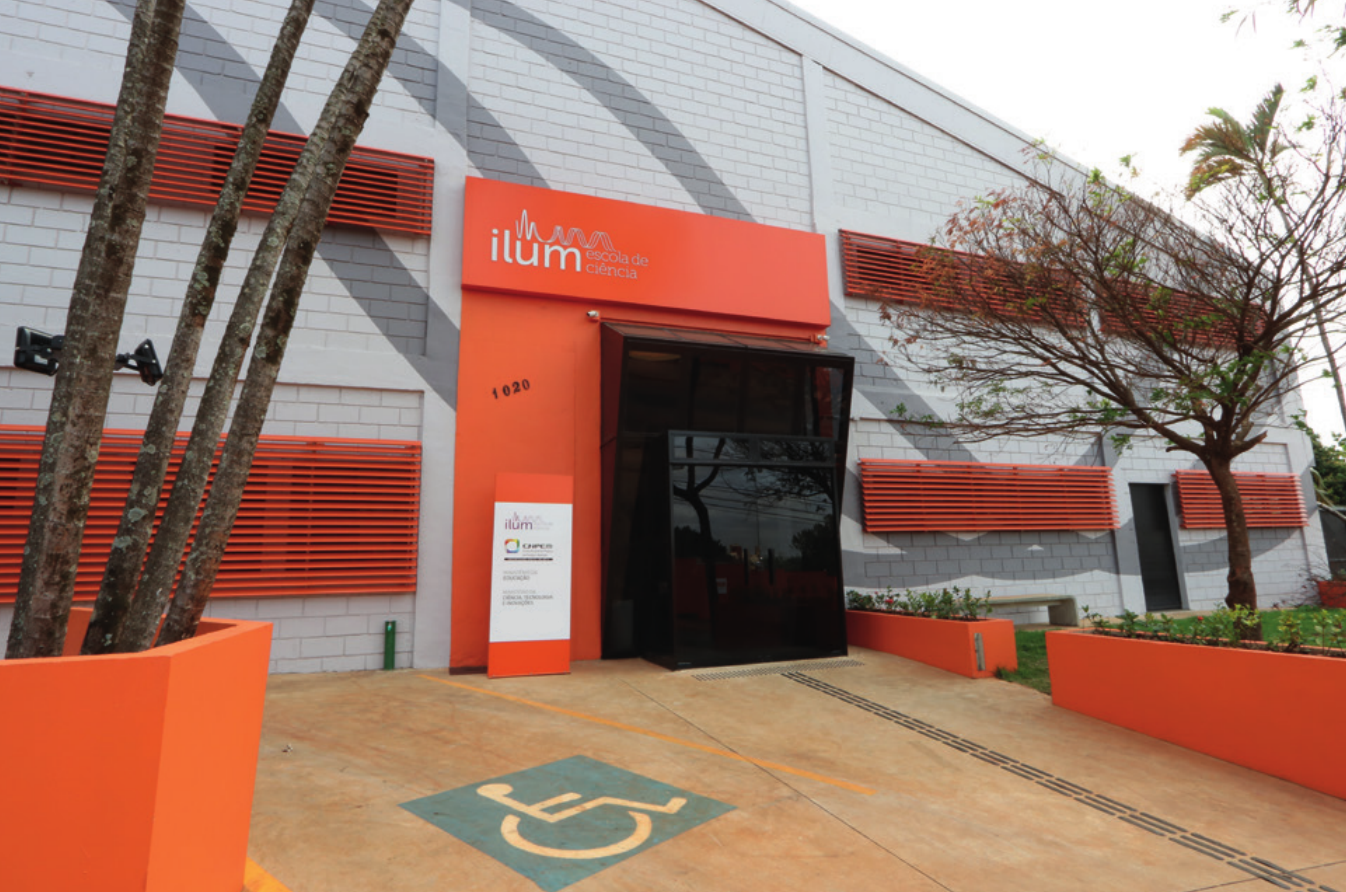

A Ilum integra o Centro Nacional de Pesquisa em Energia e Materiais (CNPEM) com outros quatro laboratórios nacionais: o Laboratório Nacional de Luz Síncrotron (LNLS) , o Laboratório Nacional de Biociências (LNBio), o Laboratório Nacional de Biorrenováveis (LNBR), e o Laboratório Nacional de Nanotecnologia (LNNano).

## Sobre a Ilum
A Ilum oferece um curso de Bacharelado em Ciência e Tecnologia, gratuito e com duração de 3 anos em período integral, e tem como objetivo formar cientistas que possam atuar em diversas áreas do conhecimento, com uma proposta pedagógica voltada a solução de problemas por meio da criatividade com uma maior participação dos alunos no processo de formação.

### Grade Curricular
As disciplinas da Ilum são sobre temas relacionados as Ciências da Vida, Ciências da Matéria, Linguagens Matemáticas, Humanidades e Empreendedorismo.

### Corpo Docente
- Adalberto Fazzio (Diretor) (Física da Matéria Condensada)
- Ana Carolina de Mattos Zeri (Docente Pesquisadora) (Biofísica e Bioquímica)
- Daniel Roberto Cassar (Docente Pesquisador) (Informática para Materiais)
- Felipe David Crasto de Lima (Docente Pesquisador) (Física de Matéria Condensada)
- Hernandes F. Carvalho (Docente Pesquisador) (Biologia Celular e Molecular)
- Ivia Mineli (Docente Pesquisadora) (História latino-americana)
- James Moraes de Almeida (Docente Pesquisador) (Computação de alto desempenho)
- José Mario Martínez (Docente Pesquisador) (Matemática Aplicada)
- Juliana Helena Costa Smetana (Docente Pesquisador) (Biologia Molecular e Estrutural)
- Leandro das Merces Silva (Docente Pesquisador) (Física da Matéria Condensada)
- Leandro Nascimento Lemos (Docente Pesquisador) (Bioinformática)
- Nelson Studart (Coordenador Acadêmico) (Ensino do Ciências)
- Olga Rusinova (Docente Pesquisador) (Artes Visuais e Cultura Material)
- Valéria Spolon Marangoni (Docente Pesquisadora) (Nanomateriais)
- Vinícius Francisco Wasques (Docente Pesquisador) (Matemática Aplicada)